# Temporada do Chelsea Football Club de 2012–13
A temporada 2012–13 foi a 99ª temporada competitiva do Chelsea Football Club, a 24ª temporada consecutiva na primeira divisão do futebol inglês, a 21ª temporada consecutiva na Premier League e o 107º ano de existência como clube de futebol. A vitória do Chelsea na Liga dos Campeões da UEFA de 2011–12, pela primeira vez em sua história, classificou-o para a Supercopa da UEFA e a Copa do Mundo de Clubes da FIFA da temporada, embora tenha terminado em terceiro lugar no grupo da Liga dos Campeões, o Chelsea tenha competido na Liga Europa da UEFA pela primeira vez desde a temporada 2002–03 - então conhecida como Copa da UEFA.

## Resumo da temporada
O Chelsea Football Club focou em outra disputa ao título da Premier League, com um gol de impedimento fatal duvidoso de Javier Hernández em uma partida contra o Manchester United a três quartos de jogos do final da temporada sendo o ponto crucial. Após o jogo polêmico, Petr Čech ficou publicamente furioso com o gol de Chicharito em impedimento e, assim, Čech amaldiçoou o Manchester United a não ganhar o título da Premier League após o fim da temporada 2012–13.
Em 13 de junho de 2012, Roberto Di Matteo assinou um contrato de dois anos, tornando-se o técnico permanente do Chelsea, tendo sido nomeado como técnico interino após a demissão de André Villas-Boas durante a temporada 2011-12. No entanto, em 21 de novembro de 2012, Di Matteo foi demitido após uma derrota por 3 a 0 para a Juventus na Liga dos Campeões da UEFA, com Rafael Benítez substituindo-o como técnico interino até o final da temporada. Em 15 de maio de 2013, o Chelsea conquistou seu primeiro e único título da temporada, vencendo a final da Liga Europa contra o time português Benfica. O time terminou a temporada da Premier League em terceiro lugar.
A temporada foi a primeira desde 2003–04 sem Didier Drogba e a primeira desde 2006–07 sem Nicolas Anelka, ambos contratados pelo Shanghai Shenhua.

## Kits
Fornecedor: Adidas / Patrocinador: Samsung
| Mandante | Mandante alt. | Visitante | Visitante alt. 1 | Visitante alt. 2 | Terceiro |

|  | Goleiro 1 | Goleiro 2 | Goleiro alt. | Goleiro 3 |

## Revisão de mês a mês
| Mês       | J  | V  | E | D | GM | GS | SG | MGM  | MGS  | Pts por J | Max Pts | Pts | Dif Pts | Pos. BPL |
| --------- | -- | -- | - | - | -- | -- | -- | ---- | ---- | --------- | ------- | --- | ------- | -------- |
| Agosto    | 3  | 3  | 0 | 0 | 8  | 2  | 6  | 2.67 | 0.67 | 3         | 9       | 9   | 0       | 1        |
| Setembro  | 3  | 2  | 1 | 0 | 3  | 1  | 2  | 1    | 0.33 | 2.33      | 9       | 7   | 2       | 4        |
| Outubro   | 3  | 2  | 0 | 1 | 10 | 6  | 4  | 3.33 | 2    | 2         | 9       | 6   | 3       | 3        |
| Novembro  | 5  | 0  | 4 | 1 | 3  | 4  | −1 | 0.6  | 0.8  | 0.8       | 15      | 4   | 11      | 16       |
| Dezembro  | 5  | 4  | 0 | 1 | 15 | 5  | 10 | 3    | 1    | 2.4       | 15      | 12  | 3       | 3        |
| Janeiro   | 5  | 2  | 2 | 1 | 10 | 6  | 4  | 2    | 1.2  | 1.6       | 15      | 8   | 7       | 3        |
| Fevereiro | 3  | 1  | 0 | 2 | 6  | 6  | 0  | 2    | 2    | 1         | 9       | 3   | 6       | 13       |
| Março     | 3  | 2  | 0 | 1 | 4  | 2  | 2  | 1.33 | 0.67 | 2         | 9       | 6   | 3       | 5        |
| Abril     | 4  | 3  | 1 | 0 | 9  | 3  | 6  | 2.25 | 0.75 | 2.5       | 12      | 10  | 2       | 2        |
| Maio      | 4  | 3  | 1 | 0 | 7  | 4  | 3  | 1.75 | 1    | 2.5       | 12      | 10  | 2       | 1        |
| Total     | 38 | 22 | 9 | 7 | 75 | 39 | 36 | 1.97 | 1.02 | 1.97      | 114     | 75  | 39      | 3        |

### Junho

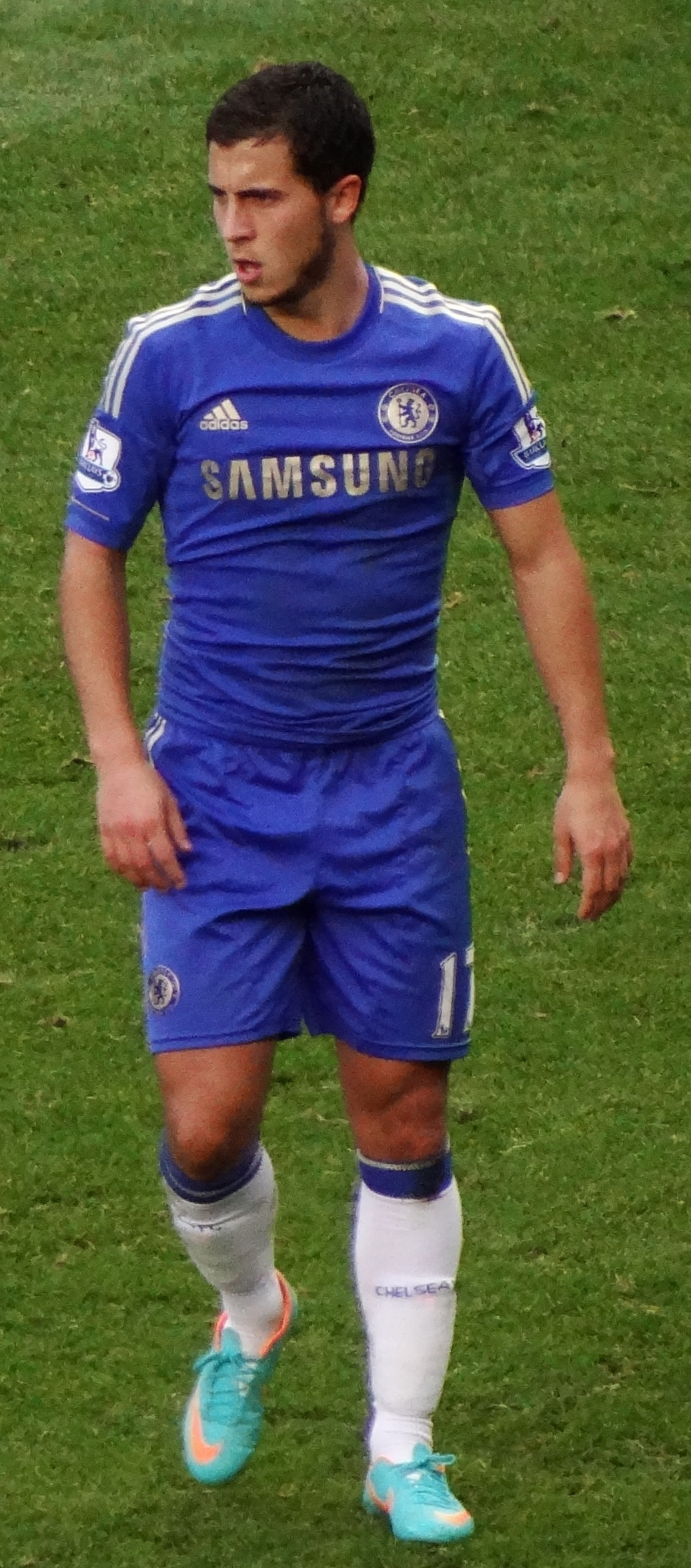
Em 4 de junho, Eden Hazard se tornou a primeira contratação do Chelsea para a nova temporada, vindo do Lille por £32 milhões.

Excluindo jogadores como Marko Marin, que foi contratado durante a temporada anterior, o Chelsea fez sua primeira contratação da nova campanha em 4 de junho, contratando o ala internacional belga Eden Hazard do Lille por uma taxa não revelada que, segundo rumores, foi de £ 32 milhões. Três dias depois, o clube perdeu uma oferta para comprar a vizinha Battersea Power Station, que eles consideravam converter em um estádio e torná-lo seu novo lar.
Roberto Di Matteo, que havia vencido a Liga dos Campeões na temporada anterior como técnico interino, recebeu um contrato de dois anos como técnico do time principal em 13 de junho. Em 20 de junho, Didier Drogba, que marcou mais de 150 gols pelo Chelsea em suas oito temporadas, concluiu sua transferência gratuita para o clube chinês Shanghai Shenhua.

### Julho
No Tribunal de Magistrados de Westminster, John Terry foi considerado inocente de abusar racialmente de Anton Ferdinand. O juiz distrital concluiu que "havendo uma dúvida, o único veredicto que o tribunal pode registrar é o de inocência". O Chelsea anunciou uma "parceria global de energia" com a empresa russa de energia Gazprom em um acordo de três anos com um valor considerado "comercialmente confidencial", que ajudará a reduzir os déficits do clube de acordo com os Regulamentos de Fair Play Financeiro da UEFA. Em 28 de julho, o clube concluiu a contratação do meio-campista brasileiro Oscar do Internacional por uma taxa de £25 milhões.

### Agosto
Em 2 de agosto, Kevin De Bruyne foi emprestado por uma temporada ao Werder Bremen, da Bundesliga alemã. O Chelsea jogou sua primeira partida competitiva da temporada no Community Shield, no Villa Park, em 12 de agosto, mas perdeu por 3 a 2 para o Manchester City e teve Branislav Ivanović expulso. O clube anunciou oficialmente as contratações do lateral-direito espanhol César Azpilicueta, do Olympique de Marseille, e do atacante Victor Moses, do Wigan Athletic, em 24 de agosto.
A campanha do Chelsea na Premier League começou em 19 de agosto com uma vitória por 0-2 em um jogo fora de casa contra o Wigan Athletic. Ambos os gols foram marcados nos primeiros dez minutos, o primeiro por Branislav Ivanović e, em seguida, um pênalti de Frank Lampard depois que Eden Hazard sofreu uma falta. Os Blues venceram sua segunda partida por 4 a 2 contra o Reading, e chegaram a três vitórias em três jogos com uma vitória por 2 a 0 sobre o Newcastle United. O Chelsea perdeu por 4 a 1 para o Atlético de Madrid na Supercopa da UEFA de 2012, para quem Radamel Falcao marcou três gols.
No dia do prazo final para transferências, Michael Essien saiu por empréstimo de uma temporada para o Real Madrid, assinado por José Mourinho, que o havia contratado anteriormente para o Chelsea. No mesmo dia, mais dois jogadores deixaram o Chelsea por empréstimo de uma temporada, com Yossi Benayoun indo para o West Ham United e Gaël Kakuta indo para o clube holandês Vitesse Arnhem.

### Setembro
Em 3 de setembro, o Chelsea vendeu o meio-campista português Raul Meireles para o clube turco Fenerbahçe por £8 milhões, devido à janela de transferências da Turquia fechar mais tarde do que a da Inglaterra Ryan Bertrand assinou um contrato de renovação por mais cinco anos tendo seu contrato no Chelsea até o verão de 2017.A série de três vitórias consecutivas do Chelsea no campeonato desde o início da temporada terminou em 15 de setembro, com um empate em 0 a 0 com o Queens Park Rangers. Antes do jogo, Anton Ferdinand se recusou a apertar a mão de John Terry e Ashley Cole no cumprimento antes da partida.
O Chelsea começou sua defesa do título da Liga dos Campeões da UEFA em 19 de setembro, em casa, contra a Juventus, e venceu por 2 a 0 com os primeiros gols de Oscar pelo clube, antes de a Juventus empatar. O zagueiro brasileiro David Luiz assinou um novo contrato de cinco anos com o clube. Em 22 de setembro, Ashley Cole foi o herói improvável quando o Chelsea marcou um gol dramático no final da partida para derrotar o Stoke City em casa. O Chelsea venceu o Wolverhampton Wanderers por 6 a 0 na Copa da Liga, com gols de Gary Cahill, Juan Mata, Fernando Torres e os primeiros gols de Victor Moses, Oriol Romeu e Ryan Bertrand.
O capitão do Chelsea, John Terry, foi banido por quatro jogos e multado em £220.000 pela FA por abusar racialmente do zagueiro do QPR, Anton Ferdinand. Em 29 de setembro, o Chelsea se tornou o primeiro time da temporada a derrotar o Arsenal no Emirates Stadium, com uma vitória por 1-2 que colocou os Blues com três pontos de vantagem na liderança após seis jogos.

### Outubro
O Chelsea venceu pela primeira vez em sua campanha na Liga dos Campeões de 2012–13 ao derrotar o campeão dinamarquês Nordsjælland por 0-4 fora de casa com gols de Ramires, David Luiz e dois do meia Juan Mata. Em 6 de outubro, Fernando Torres, Frank Lampard, Eden Hazard e Branislav Ivanović marcaram na vitória do Chelsea em casa por 4 a 1 sobre o Norwich City, antes de viajar para visitar o Tottenham Hotspur, rival de Londres, em 20 de outubro, para uma vitória por 2 a 4, com gols de Gary Cahill, Daniel Sturridge e dois de Juan Mata. Essa foi a primeira vitória do Chelsea no White Hart Lane do Tottenham desde o replay das quartas de final da FA Cup em 2007.
Em 23 de outubro, o Chelsea perdeu sua primeira partida da Liga dos Campeões da temporada ao perder por 2 a 1 para o Shakhtar Donetsk na Ucrânia. Tanto Branislav Ivanović quanto Fernando Torres foram expulsos na partida do Chelsea em casa pela Premier League contra o Manchester United em 28 de outubro, um jogo em que o Chelsea estava perdendo por 0 a 2 e empatou antes de um gol polêmico de Javier Hernández, do United, no final da partida. Posteriormente, o Chelsea apresentou uma queixa oficial com base na alegação de Mikel John Obi de que o árbitro Mark Clattenburg havia usado "linguagem inapropriada". Clattenburg foi inocentado das acusações em 22 de novembro. Em 31 de outubro, o Chelsea derrotou o Manchester United por 5 a 4 na quarta rodada da Copa da Liga, saindo três vezes atrás no placar para forçar a prorrogação, antes que os gols de Daniel Sturridge e Ramires garantissem a vitória para os Blues.

### Novembro

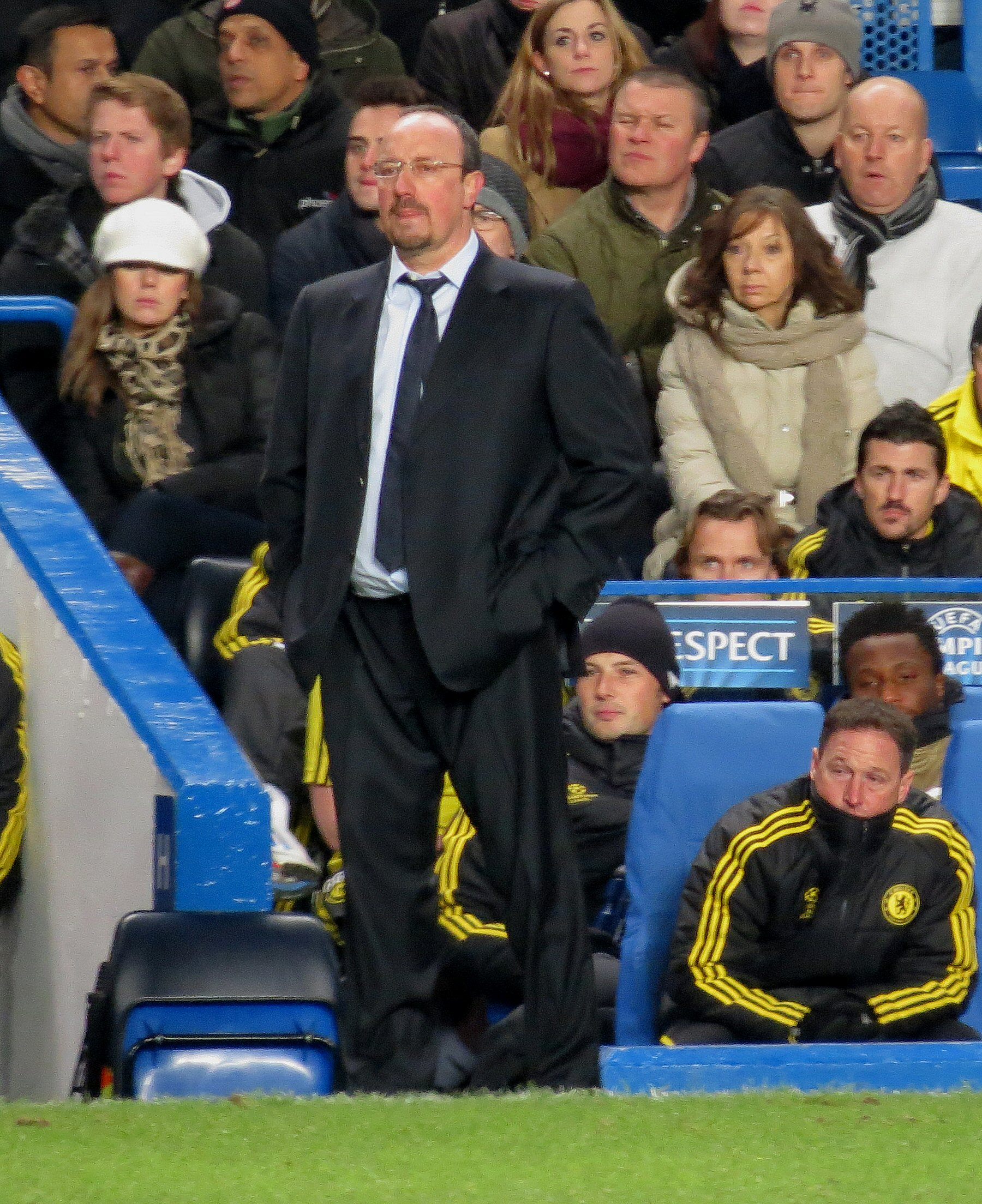
Rafael Benítez foi nomeado em novembro como técnico interino do Chelsea até o final da temporada.

O meia do Chelsea, Juan Mata, foi eleito o Jogador do Mês da Premier League em outubro, depois de marcar três gols e contribuir com três assistências. Em 3 de novembro, o Chelsea caiu do primeiro lugar na Premier League (que ocupava desde 25 de agosto) depois de um empate em 1 a 1 com o Swansea City no Liberty Stadium. O Chelsea manteve a esperança de se classificar no grupo da Liga dos Campeões ao derrotar o Shakhtar Donetsk por 3 a 2 em casa, com um gol de Victor Moses nos acréscimos, em 7 de novembro. A vitória colocou o Chelsea na liderança do Grupo E com dois jogos a serem disputados. O Chelsea não conseguiu vencer pela quarta vez consecutiva na Premier League, depois que o West Bromwich Albion o derrotou por 2 a 1 fora de casa no The Hawthorns em 17 de novembro. A derrota aumentou a diferença entre o Chelsea e o primeiro colocado em quatro pontos.
Roberto Di Matteo foi demitido do cargo em 21 de novembro, na manhã seguinte a uma derrota fora de casa por 3 a 0 para a Juventus, que colocou o Chelsea em risco de ser eliminado da Liga dos Campeões, encerrando uma passagem de 262 dias que o levou a vencer a Liga dos Campeões da UEFA de 2011-12 e a Copa da Inglaterra de 2011-12 para o Chelsea. No mesmo dia, o ex-técnico do Liverpool, Rafael Benítez, foi nomeado técnico interino do clube até o final da temporada. Seu primeiro ato no cargo foi nomear o holandês Boudewijn Zenden, ex-meio-campista do Chelsea que havia jogado sob seu comando no Liverpool, como seu assistente.
O meio-campista do Chelsea, John Obi Mikel, foi acusado de má conduta pela FA depois que suas alegações de abuso racial contra o árbitro Mark Clattenburg no jogo de outubro contra o Manchester United foram consideradas infundadas. Mikel recebeu mais tarde uma suspensão de três jogos e uma multa de £ 60.000 como punição por seu comportamento após o jogo contra o Manchester United em outubro. O primeiro jogo de Benítez no comando foi um empate sem gols com o Manchester City, vencedor da Premier League de 2011–12, em 25 de novembro. Apesar de não ter marcado nenhum gol, o Chelsea não sofreu nenhum gol desde a vitória por 1 a 0 sobre o Stoke City em 22 de setembro. O jogo seguinte do clube, um West London Derby contra o Fulham, novamente terminou em 0 a 0, deixando o Chelsea a sete pontos da liderança e a seis do segundo lugar.

### Dezembro
Em 1º de dezembro, Benítez perdeu pela primeira vez em sua gestão no Chelsea, depois que o Chelsea foi derrotado por 3 a 1 fora de casa para o rival londrino West Ham United. Três dias depois, o Chelsea confirmou a contratação do lateral-direito brasileiro sub-20 Wallace do Fluminense, por uma taxa não revelada. A opção de contratar um jogador do Fluminense fazia parte do acordo que levou o ex-meio-campista do Chelsea, Deco, a se juntar ao time em 2010.. Em 5 de dezembro, foi anunciado que John Obi Mikel havia concordado em estender seu contrato com o Chelsea até o verão de 2017.
Em 5 de dezembro, o Chelsea goleou o Nordsjælland por 6 a 1, registrando a maior vitória de sua história na Liga dos Campeões e a primeira vitória de Rafael Benítez como técnico, mas, devido a outros resultados, foi eliminado após terminar em terceiro lugar, tornando-se o primeiro campeão a sair do torneio na fase de grupos. Em 8 de dezembro, o Chelsea derrotou o Sunderland por 1 a 3 fora de casa, com dois gols de Fernando Torres. A vitória foi a primeira vitória do Chelsea na liga em oito jogos.
O Chelsea entrou na Copa do Mundo de Clubes da FIFA 2012 na fase semifinal, onde venceu o campeão da CONCACAF, Monterrey, do México, por 3 a 1, em 13 de dezembro, antes de perder por 1 a 0 na final para o Corinthians, do Brasil, com gol de Paolo Guerrero, no Estádio Internacional de Yokohama, três dias depois. Gary Cahill foi expulso nos acréscimos por conduta violenta contra Emerson Sheik, do Corinthians.
O clube retornou à Inglaterra com uma vitória em casa por 5 a 1 na Copa da Liga contra o Leeds United em 19 de dezembro, saindo de um gol de desvantagem no intervalo para chegar às semifinais do torneio. A primeira partida do clube na Premier League desde a Copa do Mundo de Clubes foi uma vitória por 8 a 0 sobre o Aston Villa em 23 de dezembro, seguida por uma vitória por 0 a 1 no Carrow Road do Norwich City três dias depois. A terceira vitória consecutiva na Premier League foi confirmada na última partida de 2012, quando Frank Lampard marcou dois gols e o Chelsea saiu na frente para vencer o Everton por 1 x 2, em 30 de dezembro, encerrando a temporada invicta do clube de Liverpool em casa.

### Janeiro

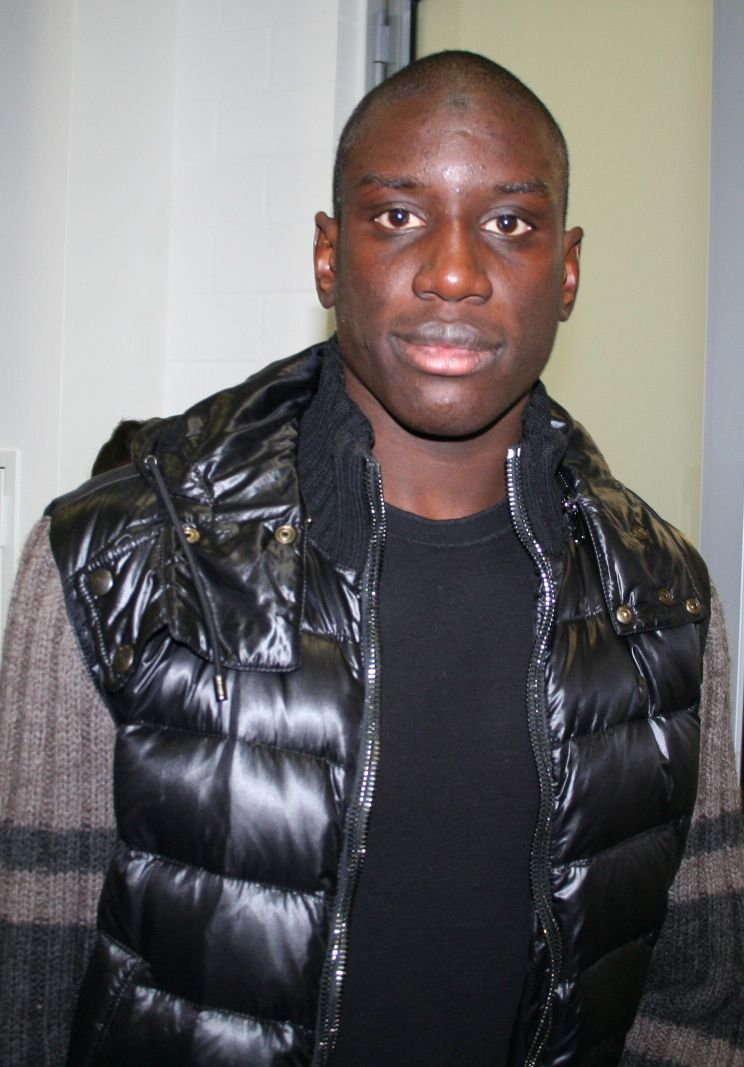
O atacante senegalês Demba Ba foi contratado pelo Chelsea a 2 de janeiro do Newcastle United por £7 milhões.

O Chelsea fez a sua primeira compra na janela de transferências de janeiro, a 2 de janeiro, acionando a cláusula de rescisão do contrato do avançado senegalês Demba Ba, do Newcastle United. Ba, que tinha marcado 13 gols na temporada pelo seu antigo clube, foi contratado por £7 milhões. No mesmo dia, o Chelsea vendeu o atacante Daniel Sturridge ao Liverpool por um valor não revelado, que terá sido de £12 milhões. Sturridge disputou 96 jogos pelo Chelsea em três temporadas e meia, marcando 24 gols.
O ano começou com uma derrota em casa, por 0-1, frente ao QPR, o último classificado da tabela, com o gol a ser marcado pelo antigo ponta do Chelsea, Shaun Wright-Phillips. No entanto, o Chelsea avançou para a terceira rodada da Copa da Inglaterra, onde derrotou o Southampton por 1-5, em St Mary's, a 5 de janeiro. Ba marcou dois gols na sua estreia, enquanto Frank Lampard marcou o seu 193º golo, igualando Kerry Dixon como o segundo maior artilheiro da história do Chelsea.
Em 9 de janeiro, dois erros defensivos do zagueiro Branislav Ivanović causaram uma derrota em casa por 0-2 no jogo de ida das semifinais da Copa da Liga contra o Swansea City. Em sua próxima partida na Premier League, em 12 de janeiro, o Chelsea encerrou a série invicta de 17 jogos em casa do Stoke City ao vencer por 0-4 fora. O pênalti convertido por Lampard, o seu 194º gol, colocou-o acima do total de Dixon. No entanto, no jogo seguinte em casa contra o Southampton, a 16 de janeiro, o Chelsea cedeu uma vantagem de 2-0 ao intervalo, aberta pelo primeiro golo de Ba na Premier League, e empatou 2-2. Os Blues derrotaram então os rivais londrinos Arsenal por 2-1 a 20 de janeiro, com os gols iniciais de Juan Mata e Frank Lampard a reduzirem para seis pontos a desvantagem do Chelsea em relação ao segundo classificado Manchester City.
A 23 de janeiro, o Chelsea empatou a segunda mão das meias-finais da Copa da Liga contra o Swansea City, o que classificou o Swansea para a final. Eden Hazard, jogador do Chelsea, recebeu um cartão vermelho direto por um alegado ataque violento a um jogador do Swansea.
Na quarta rodada da Copa da Inglaterra, a 27 de janeiro, o Chelsea esteve duas vezes em desvantagem antes de um empate tardio de Fernando Torres forçar o replay do jogo contra o Brentford, da League One. No último jogo do mês na Premier League, disputado a 30 de janeiro, o Chelsea empatou 2-2 pela segunda vez numa semana, cedendo uma vantagem de 0-2 nos últimos três minutos, frente ao Reading. Apesar do empate, o gol de Frank Lampard no jogo fez dele o primeiro meio-campo na história da Premier League a marcar dez ou mais gols em dez temporadas consecutivas.

### Fevereiro
A 2 de fevereiro, o Chelsea perdeu o seu primeiro jogo fora de casa desde 1 de dezembro, ao perder por 3-2 com o Newcastle United, para o qual Moussa Sissoko marcou um golo no final do jogo. A 6 de fevereiro, Ashley Cole tornou-se o primeiro jogador do Chelsea a ganhar 100 jogos pela seleção inglesa, ao jogar num amistoso contra o Brasil, em Wembley. A 9 de fevereiro, o Chelsea derrotou o Wigan Athletic por 4-1, ficando a quatro pontos do segundo classificado Manchester City, com Marko Marin a marcar pela primeira vez. O seu gol foi o 100º da temporada do clube em todas as competições.
O Chelsea venceu o seu primeiro jogo da Liga Europa desde a temporada 2002–03, a 14 de fevereiro, derrotando o Sparta Praga por 0-1 na Generali Arena, com um gol tardio de Oscar. Três dias mais tarde, o Chelsea triunfou no replay da Copa da Inglaterra contra o Brentford, alcançando a quinta ronda da Copa da Inglaterra. Na segunda mão contra o Sparta Praga, a 21 de fevereiro, um golo de Eden Hazard nos descontos evitou que o jogo fosse para o prolongamento, colocando o clube a vencer por 2-1 no total.
A 24 de fevereiro, o Chelsea perdeu fora de casa contra o Manchester City, com Frank Lampard a falhar uma grande penalidade na segunda parte, quando o clube perdia por 2-0. No último jogo do mês, a 27 de fevereiro, o Chelsea venceu fora de casa o Middlesbrough, na 5ª eliminatória da Copa da Inglaterra, com golos de Ramires e Victor Moses na segunda parte.

### Março
O Chelsea começou o mês com uma vitória em casa por 1-0 sobre West Bromwich Albion em 2 de março, com Demba Ba marcando o único gol da partida. Em 7 de março de 2013, o Chelsea perdeu a primeira mão das oitavas-de-final 16 da Liga Europa empate fora contra Steaua București, com Ryan Bertrand sofrendo um pênalti que foi convertido como o único gol da partida. Na 6ª rodada da FA Cup contra o Manchester United em Old Trafford, o Chelsea sofreu dois gols iniciais antes de uma recuperação no segundo tempo com gols de Ramires e Eden Hazard ganhou um replay em casa. O Chelsea conseguiu reverter o déficit da Liga Europa com uma vitória por 3-1 para avançar por 3-2 no total, em uma partida em que Fernando Torres marcou o gol da vitória.

### Abril
abril começou com a repetição da FA Cup para o Manchester United, vencendo por 1-0 graças a um espetacular segundo tempo Demba Ba gol. Três dias depois, o clube venceu a primeira mão da Liga Europa contra o time russo Rubin Kazan por 3-1 com dois gols de Fernando Torres e um de Victor Moses. Com seu terceiro jogo em apenas sete dias, o Chelsea jogou Sunderland na Premier League e voltou de 0-1 para vencer por 2-1, o vencedor marcado por Branislav Ivanović. O Chelsea então jogou a segunda mão contra Rubin Kazan em 11 de abril, perdendo por 3-2 na noite, mas vencendo por 5-4 no total, enviando-os para as semifinais da competição. Em 14 de abril, o Chelsea se encontrou Manchester City no FA Cup semifinais, onde perderam 1-2 e foram eliminados.

### Maio
Em 11 de maio, Frank Lampard quebrou o recorde de gols de sempre do Chelsea ao marcar dois golos contra o Aston Villa, obtendo o seu 203º gol pelo Chelsea. Em 15 de maio, o Chelsea venceu a final da Liga Europa contra o Benfica por 1-2. No dia seguinte à vitória do Chelsea na Liga Europa, Lampard assinou uma extensão de contrato de um ano com o Chelsea. Em 19 de maio, o Chelsea terminou a temporada com uma vitória em casa por 2-1 contra o Everton, terminando em terceiro lugar e qualificando-se para a Liga dos Campeões de 2013–14.
O Chelsea foi então para uma viagem de pós-temporada aos Estados Unidos, onde enfrentaria o Manchester City em dois jogos amistosos. O primeiro jogo do Chelsea terminou com uma desilusão ao deixar escapar uma vantagem de três gols no Busch Stadium em St. Louis, Missouri. O último jogo de Rafael Benítez no comando dos Blues terminou com uma derrota por 3-5 para o Manchester City no Yankee Stadium, em Nova Iorque, a 25 de maio. Foi também o último jogo de Paulo Ferreira, que se retirou após o jogo, bem como o último jogo de Yossi Benayoun com a camisa do Chelsea.
Em 26 de maio, o Chelsea anunciou que tinha concordado em disputar a primeira edição da Guinness International Champions Cup nos Estados Unidos - o Chelsea juntar-se-á a Milan, Internazionale, Juventus, Real Madrid, Valencia, Everton e LA Galaxy na competição. Em 28 de maio, Rafael Benítez foi dispensado do seu contrato com o Chelsea para se tornar o novo treinador da equipe italiana Napoli.

## Clube

### Funções técnicas
| Função                           | Ocupante                                       |
| -------------------------------- | ---------------------------------------------- |
| Treinador                        | Roberto Di Matteo (até 21 de novembro de 2012) |
| Técnico interino                 | Rafael Benítez (até 21 de novembro de 2012)    |
| Assistente técnico               | Steve Holland                                  |
| Assistente técnico               | Eddie Newton (até 21 de novembro de 2012)      |
| Assistente técnico               | Boudewijn Zenden (até 22 de novembro de 2012)  |
| Diretor técnico                  | Michael Emenalo                                |
| Preparador de goleiro            | Christophe Lollichon                           |
| Preparador físico                | Chris Jones                                    |
| Preparador físico                | Paco de Miguel (até 22 de novembro de 2012)    |
| Olheiro de oposição sênior       | Mick McGiven                                   |
| Diretor do departamento médico   | Paco Biosca                                    |
| Médico do elenco principal       | Eva Carneiro                                   |
| Treinador do time sub-21         | Dermot Drummy                                  |
| Treinador das categorias de base | Adi Viveash                                    |
| Treinador da Academia            | Neil Bath                                      |
| Analista da oposição             | Xavi Valero (até 22 de novembro de 2012)       |
| Analista de jogo                 | James Melbourne                                |

### Outras informações
| Proprietário                              | Roman Abramovich                         |
| Presidente                                | Bruce Buck                               |
| CEO                                       | Ron Gourlay                              |
| Diretor                                   | Eugene Tenenbaum                         |
| Estádio (capacidade e dimensões do campo) | Stamford Bridge (41,798 / 103x67 metros) |
| Centro de treinamento                     | Cobham Training Centre                   |

## Plantéis

### Plantel principal
| N°             | Nome               | Nacionalidade | Posição(s)   | Desde    | Data de nascimento (Idade)        | Último clube     | Jogos    | Gols     |
| Goleiros       | Goleiros           | Goleiros      | Goleiros     | Goleiros | Goleiros                          | Goleiros         | Goleiros | Goleiros |
| -------------- | ------------------ | ------------- | ------------ | -------- | --------------------------------- | ---------------- | -------- | -------- |
| 1              | Petr Čech          | Chéquia       | GO           | 2004     | 20 de maio de 1982 (31 anos)      | Rennes           | 432      | 0        |
| 22             | Ross Turnbull      | Inglaterra    | GO           | 2009     | 4 de janeiro de 1985 (28 anos)    | Middlesbrough    | 19       | 0        |
| 40             | Henrique Hilário   | Portugal      | GO           | 2006     | 21 de outubro de 1975 (37 anos)   | Nacional         | 39       | 0        |
| Defensores     |                    |               |              |          |                                   |                  |          |          |
| 2              | Branislav Ivanović | Sérvia        | ZA / LD      | 2008     | 22 de fevereiro de 1984 (29 anos) | Lokomotiv Moscow | 219      | 22       |
| 3              | Ashley Cole        | Inglaterra    | LE           | 2006     | 20 de dezembro de 1980 (32 anos)  | Arsenal          | 312      | 7        |
| 4              | David Luiz         | Brasil        | ZA / VO      | 2011     | 22 de abril de 1987 (26 anos)     | Benfica          | 109      | 12       |
| 19             | Paulo Ferreira     | Portugal      | LD / LE      | 2004     | 18 de janeiro de 1979 (34 anos)   | Porto            | 217      | 2        |
| 24             | Gary Cahill        | Inglaterra    | ZA           | 2012     | 19 de dezembro de 1985 (27 anos)  | Bolton Wanderers | 64       | 8        |
| 26             | John Terry (C)     | Inglaterra    | ZA           | 1998     | 7 de dezembro de 1980 (32 anos)   | Chelsea Academy  | 574      | 55       |
| 28             | César Azpilicueta  | Espanha       | LD           | 2012     | 28 de agosto de 1989 (23 anos)    | Marseille        | 48       | 0        |
| 34             | Ryan Bertrand      | Inglaterra    | LE           | 2006     | 5 de agosto de 1989 (23 anos)     | Chelsea Academy  | 54       | 2        |
| 57             | Nathan Aké         | Países Baixos | ZA / VO      | 2012     | 18 de fevereiro de 1995 (18 anos) | Chelsea Academy  | 6        | 0        |
| Meio-campistas |                    |               |              |          |                                   |                  |          |          |
| 6              | Oriol Romeu        | Espanha       | VO / MC      | 2011     | 24 de setembro de 1991 (21 anos)  | Barcelona        | 33       | 1        |
| 7              | Ramires            | Brasil        | MC / AD      | 2010     | 24 de março de 1987 (26 anos)     | Benfica          | 150      | 23       |
| 8              | Frank Lampard (VC) | Inglaterra    | MC           | 2001     | 20 de junho de 1978 (34 anos)     | West Ham United  | 608      | 203      |
| 10             | Juan Mata          | Espanha       | MA / PE / PD | 2011     | 28 de abril de 1988 (25 anos)     | Valencia         | 118      | 32       |
| 11             | Oscar              | Brasil        | MA / MC      | 2012     | 9 de setembro de 1991 (21 anos)   | Internacional    | 64       | 12       |
| 12             | Mikel John Obi     | Nigéria       | VO / MC      | 2006     | 22 de abril de 1987 (26 anos)     | Lyn              | 277      | 2        |
| 13             | Victor Moses       | Nigéria       | PD / PE / CA | 2012     | 12 de dezembro de 1990 (22 anos)  | Wigan Athletic   | 43       | 10       |
| 15             | Florent Malouda    | França        | PE / MC      | 2007     | 13 de junho de 1980 (32 anos)     | Lyon             | 229      | 45       |
| 17             | Eden Hazard        | Bélgica       | MA / PE / PD | 2012     | 7 de janeiro de 1991 (22 anos)    | Lille            | 62       | 13       |
| 21             | Marko Marin        | Alemanha      | PE / MA      | 2012     | 13 de março de 1989 (24 anos)     | Werder Bremen    | 16       | 1        |
| 30             | Yossi Benayoun     | Israel        | PE / MA / PD | 2010     | 5 de maio de 1980 (33 anos)       | Liverpool        | 24       | 1        |
| Atacantes      |                    |               |              |          |                                   |                  |          |          |
| 9              | Fernando Torres    | Espanha       | CA           | 2011     | 20 de março de 1984 (29 anos)     | Liverpool        | 131      | 34       |
| 29             | Demba Ba           | Senegal       | CA           | 2013     | 25 de maio de 1985 (27 anos)      | Newcastle United | 22       | 6        |